# 辻良雄
辻 良雄（つじ よしお、1909年1月1日 - 1980年11月30日）は、日本の経営者。広島県広島市出身。鴻池運輸創業家に婿入りした辻卓史は子。

## 経歴
1934年に神戸商業大学（現神戸大学）を卒業。サンマス貿易での勤務を経て、1939年に日商に転じ、取締役、常務、専務を経て、1968年10月に日商岩井専務に就任し、1969年11月には社長に昇格。
1971年10月に藍綬褒章を受章。
1980年11月30日急性肝炎のために死去。71歳没。